# Kala Nag
Kala Nag (tyt. oryg. Elephant Boy) – brytyjski film z 1937 roku w reżyserii Roberta J. Flaherty i Zoltana Kordy zrealizowany w Indiach, a bazujący na opowiadaniu Toomai - druh słoni z książki Księga dżungli Rudyarda Kiplinga. W roli głównej wystąpił 13-letni indyjski chłopiec Sabu, dla którego był to początek kariery aktorskiej.